# ویمناو
ویمناو (به فرانسوی: Wimmenau) یک کمون در فرانسه با جمعیت ۱٬۱۴۰ نفر است که در Canton of La Petite-Pierre واقع شده‌است.